# Geodia imperfecta
Espèce
Geodia imperfecta est une espèce d'éponges de la famille des Geodiidae présente dans l'océan Indien.

## Taxonomie
L'espèce est décrite par James Scott Bowerbank en 1874,.
Synonyme
- Isops imperfecta (Bowerbank, 1874)[1]

### Publication originale
- (en) J. S. Bowerbank, « Contributions to a General History of the Spongiadae. Part VI », Proceedings of the Zoological Society of London, Londres, vol. 1874,‎ 7 janvier 1873, p. 298-305 (lire en ligne, consulté le 27 décembre 2024).